# Ipeľ
Ipeľ (slovakiska) eller Ipoly (ungerska; tyska: Eipel) är en biflod till Donau som rinner upp i Slovakien och i det nedre loppet mestadels bildar gräns mot Ungern.